# Die Schwierigen oder J’adore ce qui me brûle
J’adore ce qui me brûle oder Die Schwierigen war der Titel des zweiten Romans des Schweizer Schriftstellers Max Frisch. Er entstand zwischen Sommer 1941 und Anfang 1943. Ende desselben Jahres veröffentlichten die Neuen Zürcher Zeitung und die National-Zeitung Vorabdrucke des Romans, der im März 1944 im Zürcher Atlantis Verlag erschien. Im Jahr 1957 überarbeitete Frisch den Roman und stellte den Titel zu Die Schwierigen oder J’adore ce qui me brûle um. Eine Neuausgabe der zweiten Fassung wurde 2010 aufgelegt. Der französische Ausspruch „J’adore ce qui me brûle“ lässt sich als „Ich liebe, was mich entflammt“ oder „Ich liebe, was mich verbrennt“ übersetzen.
Der Roman schließt inhaltlich an Frischs Erstling Jürg Reinhart. Eine sommerliche Schicksalsfahrt an und verfolgt dessen Titelfigur auf dem weiteren Lebensweg. In Reinharts Leben treten zwei Frauen namens Yvonne und Hortense. Mit beiden erlebt er eine kurze, erfüllte Liebe, doch eine dauerhafte Beziehung erweist sich als unmöglich. Seine künstlerische Tätigkeit als Maler gibt er auf, um einen bürgerlichen Beruf zu ergreifen, in dem er scheitert. Am Ende sieht er nur noch die Möglichkeit, sich aus der Welt auszulöschen. Der Roman schildert auch die Leben Yvonnes und Hortenses und der weiteren Männer, die in deren Leben treten. Der Archäologe Hinkelmann verzweifelt, als Yvonne ihn verlässt. Der Unternehmer Hauswirt heiratet Yvonne, doch ihre Ehe bleibt distanziert. Der Architekt Ammann wird von Hortense aus Trotz geheiratet.

## Inhalt
Der Fassung von 1943 war ein Abschnitt Reinhart oder Die Jugend vorangestellt, der aus einem Auszug des Romans Jürg Reinhart bestand. In der Fassung von 1957 strich Frisch diesen Abschnitt.

### Hinkelmann oder Ein Zwischenspiel
Yvonne, Schweizerin und Tochter aus wohlhabendem Hause, wächst mit Minderwertigkeitskomplexen wegen ihrer hohen Stirn auf. Mit 21 heiratet sie den Archäologen Hinkelmann, der bereits ein berühmter Gelehrter ist und in Griechenland bei Ausgrabungen arbeitet. Hinkelmann, von überragender Statur, besitzt ein unerschütterliches Selbstvertrauen. Alles in seinem Leben hat sich bislang zu seinem Besten gefügt. Die junge, wenngleich nicht schöne Yvonne beeindruckt ihn, als sie ihm bis ins Detail die Lebensverhältnisse seines Junggesellendaseins voraussagen kann. Von ihrer Liebe ist er überzeugt, doch in Wahrheit tut er ihr vom ersten Augenblick an bloß leid.
Mit 25 Jahren begegnet Yvonne dem 21-jährigen Jürg Reinhart kurz auf seiner Griechenlandreise. Jürg hat zu diesem Zeitpunkt keine Augen für die junge Frau, die ihm voraussagt, Maler zu werden. Doch Yvonne, die sich sonst allen Männern in ihrer Umgebung überlegen fühlt, bringt seine schlichte Frage, was sie denn sei, aus der Fassung. Sie weiß darauf nichts anderes zu erwidern als: 25 und verheiratet.
In ihrer Ehe mit Hinkelmann fühlt sich Yvonne längst wie dessen Mutter. Als sie schwanger wird, bricht sie die Beziehung ab und begründet, sie könne nicht mit ihrem Sohn ein Kind zeugen. Hinkelmann begreift zum ersten Mal, dass etwas in seinem Leben misslingen könnte. Verzweifelt kämpft er um seine Ehefrau, schickt ihr Blumen in die Abtreibungsklinik, doch er vermag sie nicht umzustimmen. Von einem Tag auf den anderen verschwindet Hinkelmann, ohne Spuren zu hinterlassen. Yvonne ist sich sicher, dass er sich umgebracht hat.

### Turandot oder Das Heimweh nach der Gewalt
Jahre später lebt Yvonne allein in der Schweiz. Zwar gibt es viele Männer in ihrem Leben, die sie verehren, doch keinen, den sie nahe an sich herankommen lässt. Nur für Merline, eine junge Geigenschülerin, empfindet sie Zärtlichkeit, bis diese, verstört über ihre widersprüchlichen Gefühle, den Kontakt zu Yvonne abbricht und sich verlobt. Yvonne gibt den Geigenunterricht auf und arbeitet eine Weile als Sekretärin beim Unternehmer Hauswirt, kündigt jedoch, als dieser ihr einen Heiratsantrag macht. Fortan lebt sie vom Erbe ihrer Eltern.
Yvonne trifft Reinhart wieder, der tatsächlich Maler geworden ist. Er lebt im Schopf einer ehemaligen Gärtnerei, der ihm gleichzeitig als Atelier dient. Reinhart hat noch weniger Geld als sie und lässt sich von Yvonne aushalten, doch in seiner Arbeit ist er glücklich. Um an Geld zu kommen, malt er einen jungen Leutnant namens Ammann, den Reinhart für einen Holzkopf hält. Und er gibt einer jungen Bürgerstochter mit Namen Hortense Malunterricht.
Reinhart ist ein Mann, den Yvonne lieben kann, und beide führen einen Sommer lang eine intensive und glückliche Beziehung. Auf einem Urlaub im Tessin tritt das Unvermeidliche ein: Yvonnes Ersparnisse sind aufgebraucht. Sie nimmt Geld von Hauswirt an, der noch immer um sie wirbt. Als Reinhart keinerlei Bedenken gegen dieses Arrangement zeigt, erlischt Yvonnes Liebe für ihn. Sie verlässt Reinhart und entscheidet sich, die Avancen Hauswirts anzunehmen, der ihr wenigstens ein angenehmes Leben bieten könne. Bald schon bekommt Yvonne ein Kind. Reinhart kämpft noch eine Weile um ihre Rückkehr, sieht dann die Vergeblichkeit ein, und erklärt sich gegenüber Ammann die heutigen Frauen mit Turandot: Sie hätten Angst vor der errungenen Freiheit und der Überlegenheit gegenüber dem Mann.

### J’adore ce qui me brûle oder Die Entdeckung
Währenddessen hat sich Hortense beim Malunterricht in Reinhart verliebt. Sie als Tochter eines konservativen Oberst fasziniert seine Freiheit und Ungebundenheit. Und dass ihr Vater, als er Reinharts Namen erfährt, ihr den Umgang mit dem Maler verbietet, steigert seinen Reiz nur noch. Doch Reinhart, der zu diesem Zeitpunkt noch glücklich mit Yvonne ist, nimmt das junge Mädchen so wenig ernst wie ihre fixe Idee, er solle wie Kleist all seine Werke verbrennen, weil Künstler das so täten. Die Malstunden finden ihr Ende, als Reinhart mit Yvonne in das Tessin verreist und Hortense durch einen schweren Unfall für Monate ans Bett gefesselt bleibt.
Erst knapp ein Jahr später sehen Reinhart und Hortense einander wieder. Reinhart ist inzwischen ein anderer Mensch geworden. Er hat tatsächlich all seine Bilder verbrannt, sein Künstlerdasein aufgegeben und arbeitet nun acht Stunden am Tag als Zeichner am Reißbrett in einem großen Büro. Die bürgerliche Arbeit erscheint ihm als Possenspiel: Jeder sitzt seine Zeit bloß ab ohne jene tiefe Leidenschaft für seine Tätigkeit, die Reinhart von seiner Malerei her kannte. Für die Bürgerstochter Hortense hat der ehemalige Maler als Bürger einen Teil seines Reizes verloren. Dennoch kommt es zwischen beiden zu einer Liebesbeziehung, die erst ihren Zauber verliert, als Reinhart Hortense einen Heiratsantrag macht. In Hortenses Zögern treten erstmals die Vorbehalte ihrer Herkunft zutage, und Reinhart, der gedanklich bereits die Ehe vorwegnimmt, fühlt die Liebe in deren Zwängen ersticken.
Dennoch klammert sich Reinhart an seine Hochzeitspläne und spricht sogar bei Hortenses Vater, dem Oberst, vor. Wenn er diesen für sich gewinnen könne, glaubt er an eine Rettung der kriselnden Beziehung. Tage bereitet er sich vor, mit aller Offenheit sein Leben und seine gesamte Familiengeschichte zu offenbaren. Doch der Oberst enthüllt Reinhart, dass er in Wahrheit adoptiert und ein uneheliches Kind ist. Sein Vater war ein Metzgersbursche, die Mutter Kinderfräulein in der Familie des Oberst, die sich bald nach Reinharts Geburt und der Entlassung in Schande umbrachte. Für Reinhart bricht durch die Eröffnung eine Welt zusammen. Nun hält auch er sich nicht länger für einen angemessenen Umgang für Hortense, und beide, obwohl sie noch immer Gefühle füreinander hegen, trennen sich.

### Anton, der Diener oder Das wirkliche Leben
Wieder sind Jahre vergangen. Yvonne hat sich in der Ehe mit Hauswirt eingerichtet. Für sie ist die Ehe nur möglich, wenn man keine hohen Ansprüche an Gemeinsamkeit und gegenseitiges Verständnis stellt. Trotz ihrer Reserviertheit wird sie von Hauswirt umsorgt, der von Ammann, der inzwischen Architekt geworden ist, ein luxuriöses Haus für seine Familie errichten lässt. Auch als sich herausstellt, dass der Sohn Hanswalter nicht sein Kind ist, behält Hauswirt seine Großzügigkeit und bleibt diesem ein Vater.
Hortense hat Ammann geheiratet, den sie eigentlich vom ersten Treffen an nicht ausstehen konnte, in erster Linie aus Trotz gegenüber Reinhart, wie sie sich eingesteht. Ein Stromausfall auf dem Gut ihrer Familie führt erstmals den Gärtner Anton in ihr Zimmer, und sie erkennt in ihm Reinhart wieder. Der berichtet, dass er seinen Vater, den Metzger, und seine Stiefgeschwister kennengelernt habe. Dabei stellte sich heraus, dass er Jenny – die vom Vater als „Luder“ verstoßene Tochter, weil sie Männern Modell saß – schon seit Jahren kannte und einst selbst oft gemalt hatte. Er hatte sich immer unerklärlich zu ihr hingezogen gefühlt. Enttäuscht von seinem Vater besorgte sich Reinhart eine Pistole, doch als er den Versuch unternahm, den Metzger zu erschießen, befanden sich in seiner Pistole nach vorangegangenen Schießübungen keine Patronen mehr. Er wurde in eine psychiatrische Anstalt eingeliefert, wo er das Gärtnern erlernte.
Reinharts Einstellung dem Leben gegenüber hat sich inzwischen völlig gewandelt. Als Gärtner habe er gelernt, dass Pflanzen Zwang und Beschneidung bräuchten. Hortenses Tochter Annemarie, die sich in einen Jungen namens Hanswalter, den Sohn Yvonnes und Hauswirts bzw. Reinharts, verliebt hat, rät er, stets die Weisungen ihrer Eltern zu befolgen. Für Reinhart gibt es nur drei Sorten von Menschen: Die „Gesunden“, die das Leben erhalten und an andere Generationen weitergeben, die „Gestalter“, die einen Sinn im Leben finden und ihr Leben dafür rücksichtslos vergeuden dürfen, und diejenigen, die das Leben so versehrt empfangen haben, dass sie sich bloß auslöschen können und sich nicht an künftige Generationen weitergeben dürfen. Während der junge Reinhart einst selbst noch an den Lebenssinn glaubte, zählt er sich inzwischen zu den Versehrten. Konsequenterweise begeht er Suizid, um sich aus dem Leben der anderen auszulöschen. Erst am Ende wird durch Yvonnes Bericht offenbart, dass Hanswalter Reinharts Sohn ist. Hanswalter segelt mit seinem Mädchen auf den See hinaus, verliebt und voll Zukunftsoptimismus, auch wenn er manchmal das Gefühl hat, er habe das alles schon einmal erlebt.

## Hintergrund

### Entstehungsgeschichte

Max Frisch (1955)

Im Sommer 1941 schloss Frisch sein Architekturstudium an der ETH Zürich mit Diplom ab. In der Folge arbeitete er in mehreren Architekturbüros, unter anderem bei seinem ehemaligen Professor William Dunkel. Nach Abschluss des Diploms und bis Ende 1942 entstand auch J’adore ce qui me brûle oder Die Schwierigen als Frischs zweiter Roman nach Jürg Reinhart. Der eigentlichen Handlung war eine auf ein Drittel gekürzte Zusammenfassung des Erstlings vorangestellt. Frisch begründete dazu in einer Vorbemerkung: „es wäre unbescheiden, zu erwarten, daß der Leser jene jugendliche Vorgeschichte kenne, ebenso unbillig aber, wenn wir von einem Menschen unserer Erzählung – nur aus literarischen Bedenken – gerade die Jugend unterschlügen.“ Mit diesem Auftakt passte sich aus Frischs Sicht das Hinkelmann-Zwischenspiel besser in den Roman ein, der dadurch „zu einer entschiedenen Hauptfigur“ käme.
Anfang 1943 schickte Frisch eine Fassung des Romans an den Verleger Martin Hürlimann vom Zürcher Atlantis Verlag, bei dem er bereits sein Kriegstagebuch Blätter aus dem Brotsack veröffentlicht hatte. Dessen Antwort merkte zwar kritisch einige Schwächen an und riet, Frisch solle in den Roman „formal wie menschlich noch eine größere Reife“ einbringen, gelangte aber zum Schluss, die Qualitäten des Romans rechtfertigten bereits jetzt eine Veröffentlichung. Im Herbst 1943 erschienen zwei Vorabdrucke in der Neuen Zürcher Zeitung vom 30. Oktober 1943 und der National-Zeitung vom 5. Dezember 1943. Das Copyright des Romans lautet auf das Jahr 1943, ausgeliefert wurde er vom Atlantis Verlag aber erst am 21. März 1944.
Der Roman sollte ursprünglich, nicht zuletzt auf Wunsch des Verlags, Nichts kehrt uns wieder heißen, doch Frisch entschied sich schließlich für den sperrigen Titel J’adore ce qui me brûle oder Die Schwierigen. Der französische Titelteil – im Roman die Inschrift einer Medaille des Oberst, die dieser nicht versteht – ist doppeldeutig und lässt sich als „Ich liebe, was mich entflammt“ oder „Ich liebe, was mich verbrennt“ übersetzen. Laut Volker Hage trifft beides insbesondere auf die männlichen Protagonisten des Romans zu. Den deutschen Titelteil führte Julian Schütt auf Hugo von Hofmannsthals Lustspiel Der Schwierige zurück, möglicherweise indirekt über eine Rezension Emil Staigers, die bereits 1941 das später für Frischs Werk zentrale Bildnisproblem formulierte.
Frisch vergab für J’adore ce qui me brûle oder Die Schwierigen keine Taschenbuchlizenz. Erst auf Drängen des Atlantis Verlags stimmte er 1957 einer überarbeiteten Neuauflage zu. Dabei strich Frisch den Abschnitt Reinhart oder Die Jugend sowie eine Einleitung des Folgeabschnitts. Der restliche Text blieb unverändert, den Titel stellte er zu Die Schwierigen oder J’adore ce qui me brûle um. Im Jahr 2010 wurde der Roman von Peter von Matt bei Nagel & Kimche neu herausgegeben. Der Ausgabe schließt sich ein Nachwort von Lukas Bärfuss an.

### Biografische Einflüsse
J’adore ce qui me brûle oder Die Schwierigen wird von vielen Rezensenten wie das gesamte Frühwerk Max Frischs vor dem Hintergrund seiner privaten Lebenssituation interpretiert. Der junge Frisch war lange Zeit unentschieden zwischen einem bürgerlichen und einem künstlerischen Lebensentwurf, der Arbeit als Architekt und derjenigen als Schriftsteller. Während sein erster Roman Jürg Reinhart noch als klares Bekenntnis zum Künstlerleben verstanden werden kann, spricht sich die Erzählung Antwort aus der Stille einige Jahre später ebenso deutlich für eine bürgerliche Existenz aus. Urs Bircher sieht J’adore ce qui me brûle als ersten Versuch, die bürgerliche und künstlerische Lebensweise zu vereinen.
Im Roman finden sich einige Parallelen zu Frischs eigenem Leben. So erinnert die unerfreute Reaktion Hinkelmanns – laut Bircher ein „geistiger Vorfahre des Homo Faber“ – auf die Schwangerschaft Yvonnes an Frischs eigene Aufzeichnungen auf die Geburt seiner Kinder. Yvonne trägt Züge einer Westschweizerin namens Madelon, die Frisch 1939 kennengelernt hatte. Auch in Frischs realer Beziehung zu Madelon beendete seine Indifferenz gegenüber einem Geldgeschenk die Beziehung, wie Frisch später in Montauk beschrieb. Die Komplexe Reinharts wegen seiner Herkunft gegenüber Hortenses Vater ähneln solchen, die Frisch gegenüber der Familie seiner ersten Ehefrau Gertrud von Meyenburg hegte. Schließlich hatte auch Frisch wie Reinhart im Herbst 1937 all seine Werke verbrannt, um seine Schriftstellerei völlig aufzugeben und sich einem bürgerlichen Beruf zu widmen.
In einem Gespräch mit Heinz Ludwig Arnold erklärte Frisch: „Der Roman J’adore ce qui me brûle ist noch der Versuch, die bürgerliche Welt zu lobpreisen, sie ernst zu nehmen, sie zu bejahen; der Versuch, diese Welt affirmativ darzustellen. Schon im Roman zeigt es sich dann, daß es dem Helden nicht gelingt – er erlebte es aber und bezeichnet es so, als sein Ungenügen und nicht als das Ungenügen der Gesellschaft; er nimmt sein Scheitern auf sich und verinnerlicht es.“

### Literarische Einflüsse
Max Frisch verwies selbst in einem Gespräch darauf, dass er J’adore ce qui me brûle oder Die Schwierigen unter dem Einfluss Gottfried Kellers geschrieben habe. Zum Leseerlebnis von Kellers Der grüne Heinrich bekannte er rückblickend: „das Buch, das mich seitenweise bestürzte wie eine Hellseherei, war natürlich der beste Vater, den man nur haben kann“. Die Vaterlosigkeit ist ein gemeinsames Thema beider Romane. Heinrich – den Vornamen entlehnte Frisch für seinen Hinkelmann, der Bircher auch an Faust und Winckelmann denken lässt – hat früh den Vater verloren, Reinhart begibt sich auf die Suche nach seinem Vater. Beiden gemein ist, das sie mittelmäßige Maler sind, die als Künstler scheitern. Doch während Keller noch die Grenzen eines Bildungsromans respektiert und Heinrich seinen Platz in der bürgerlichen Gesellschaft finden lässt, führt Reinharts Scheitern am Ende zu seiner Vernichtung.
Daneben war der frühe Max Frisch stark geprägt durch Albin Zollinger, dem Frisch einmal begegnet war, und dessen früher Tod Ende 1941 ihn bestürzte. Auch durch Zollingers Werk zieht sich der Konflikt zwischen Künstler und Bürger, auch sein Alter Ego Byland lässt er am Ende von Bohnenblust oder Die Erzieher unvermittelt sterben. Neben gleichen Motiven geht die Parallele zwischen Zollingers Werken und J’adore ce qui me brûle oder Die Schwierigen bis zu einzelnen Zitaten und stilistischen Eigenheiten, etwa in der Übernahme von Zollingers häufigen „Ge“-Präfixen.

## Rezeption
J’adore ce qui me brûle oder Die Schwierigen wurde in der zeitgenössischen Kritik überwiegend positiv aufgenommen. Auch die Schweizerische Schillerstiftung drückte ihre Wertschätzung aus, indem sie Weihnachten 1944 100 signierte Exemplare des Romans an ihre Mitglieder verschenkte.
Eine begeisterte Rezension verfasste Eduard Korrodi in der Neuen Zürcher Zeitung. Für ihn lag im Roman ein „einzigartiger Lyrismus“, der „kein Schwelgen, sondern ein Einatmen der Natur“ sei. Er teilte nicht die Einwände der meisten Rezensenten gegen den Einbau der Vorgeschichte, der für ihn „organisch“ gelungen war, und urteilte: „Wir kennen kein Werk der jüngsten Schweizerliteratur, das uns mit solchen Seiten faszinierender Prosa beschenken könnte, […] in Meisternähe eigenen Tons schwingt und im Atmosphärischen exzelliert.“ So zog er das Fazit: „Der Roman glänzt aus der Milchstraße schweizerischen Sternensegens heraus.“
Der Rezensent der National-Zeitung betonte das „Gemeinsame der poetischen Atmosphäre“ bei Frisch und Zollinger, „jene lyrische oder lyrisierende Färbung, die lockere Fülle der Impressionismen“. Zudem lobte er die Sprache des Romans in einem „betont klassizistischen Prosa-Stil“. Auch die Thurgauer Zeitung lobte den lyrischen Charakter der Dialoge, sah darin aber auch einen Beleg für eine fehlende dramatische Begabung Schweizer Autoren.
Für Manuel Gasser war Reinharts Angst, das Leben zu verpassen, eine typisch Schweizer Eigenschaft. Zwar störte er sich am doppelten Identitätswechsel des Protagonisten und dem pessimistischen Ende, doch er sah im Roman eine „ernsthafte und ehrliche Auseinandersetzung mit der geistigen Situation des jungen Schweizers“. Weniger schweizbezogen als zeitbezogen urteilte die Neue Schweizer Rundschau: „Das Buch gibt eindrücklich Zeugnis für die Menschen der Zwischenkriegszeit, die eingekapselt sind in die Wichtigkeit ihres eigenen Selbst.“
In späteren Bewertungen stand Die Schwierigen oder J’adore ce qui me brûle im Schatten der drei großen folgenden Romane Max Frischs Stiller, Homo faber und Mein Name sei Gantenbein. Hans Bänziger las „ein Werk, nicht besser und nicht schlechter als Hunderte von ähnlichen Romanen jener Jahrzehnte.“ Für Andreas B. Kilcher verweist Die Schwierigen „in der mehrperspektivischen Erzähltechnik und Möglichkeitsauslotung auf die späteren großen Romane.“ Alexander Stephan erkannte darin allerdings noch nicht das „dichte Netz zwischen Form und Inhalt“, das für diese charakteristisch sei. Es blieben „Wendungen und Wirren dieses unausgegorenen Buches, das wohl eine Mischung aus Ehe- und Künstlerroman ist“. Volker Weidermann fand im Roman „etwas Maßloses, Getriebenes, Süchtiges“. Frischs Verzweiflung und Wut sei „noch ganz ursprünglich, mitunter ungeformt und wild. Mitunter kitschig und pathetisch. Manchmal einfach schön.“
Die Neuausgabe des Romans im Jahr 2010 führte erneut zu einigen Rezensionen. Roman Bucheli urteilte: „Es ist ein abgründig düsteres Buch, in bald grellen, bald hinterhältig sanften Farben erzählt, das freilich beträchtliche Menschenkenntnis verrät.“ Fritz J. Raddatz fand in Die Schwierigen „erste Meisterschaft“ und „die Souveränität eines – schon so jung! – bedeutenden Schriftstellers“. Frisch erzähle   „bestürzend intensiv“ vom „Lebenszittern“, vom „splitternden Glas vermeintlichen Glücks, von der schwarzen Verlorenheit, Einsamkeit; genauer noch; von der Unmöglichkeit des Währenden“. Und er zog das Fazit: „Tatsächlich ist dies Buch weniger erzählende Prosa […] weniger handlungsstark narrativ also, als vielmehr ein weitgespannter, großartiger Essay über die Vergeblichkeit.“

### Textausgaben
- Max Frisch: J’adore ce qui me brûle oder Die Schwierigen. Atlantis, Zürich 1944. (Erstausgabe)
- Max Frisch: Die Schwierigen oder J’adore ce qui me brûle. Atlantis, Zürich 1957. (Erstausgabe der zweiten Fassung)
- Max Frisch: Die Schwierigen oder J’adore ce qui me brûle. In: Gesammelte Werke in zeitlicher Folge. Erster Band. Suhrkamp, Frankfurt am Main 1998, ISBN 3-518-06533-5, S. 387–599.
- Max Frisch: Die Schwierigen oder J’adore ce qui me brûle. Nagel & Kimche, München 2010, ISBN 978-3-312-00466-9.

### Sekundärliteratur
- Urs Bircher: Vom langsamen Wachsen eines Zorns: Max Frisch 1911–1955. Limmat. Zürich 1997, ISBN 3-85791-286-3, S. 110–117.
- Manfred Jurgensen: Max Frisch. Die Romane. Francke, Bern 1976, ISBN 3-7720-1160-8, S. 46–61.
- Jürgen H. Petersen: Max Frisch. Metzler, Stuttgart 2002, ISBN 3-476-13173-4, S. 31–35.
- Walter Schmitz: Max Frisch: Das Werk (1931–1961). Studien zu Tradition und Traditionsverarbeitung. Peter Lang, Bern 1985, ISBN 3-261-05049-7, S. 77–104.
- Julian Schütt: Max Frisch. Biographie eines Aufstiegs. Suhrkamp Verlag, Berlin 2011, ISBN 978-3-518-42172-7, S. 303–311.

## Rezensionen
- Fritz J. Raddatz: Auf der Hut vor dem eigenen Herz. In: Die Welt vom 2. Oktober 2010.
- Roman Bucheli: Kunst der Aufrichtigkeit. In: Neue Zürcher Zeitung vom 30. Oktober 2010.